# Michele Cipolla

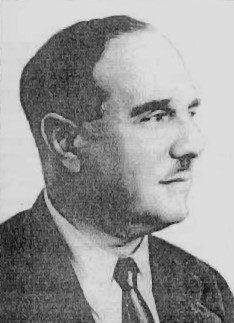
Michele Cipolla

Michele Cipolla (* 28. Oktober 1880 in Palermo; † 7. September 1947 in Palermo) war ein italienischer Mathematiker.
Cipolla war an den Universitäten von Catania und Palermo Professor für analytische Mathematik und Mitglied verschiedener astronomischer und mathematischer Gesellschaften. Er entwickelte eine Theorie über die Folgen von Mengen und löste das Problem von binomischen Kongruenzen.
Er war Mitglied der Accademia Nazionale dei Lincei.

## Schriften
- Opere (Hrsg.: Guido Zappa) Sede della Soc., Palermo 1997. XXXII, 547 S. : Ill. (Supplemento ai Rendiconti del Circolo Matematico di Palermo ; Ser. 2, No. 47)
- Storia della matematica dai primordi a Leibniz. Soc. Ed. Siciliana, Mazara 1949. 174 S.